# Rückladegerät
Ein Rückladegerät oder Haldenrückgewinnungsgerät dient der Aufnahme von auf Halden gelagertem Schüttgut für den Weitertransport auf Förderbändern. Neben der reinen Materialaufnahme haben die Geräte oft auch die Aufgabe, das eingelagerte Material zu vermischen und zu homogenisieren. Die Geräte haben vielfach eine zusätzliche Absetzerfunktion, die sie teilweise gleichzeitig mit dem Rückladen ausführen können.

## Bauarten von Rückladegeräten

### Schaufelradrücklader

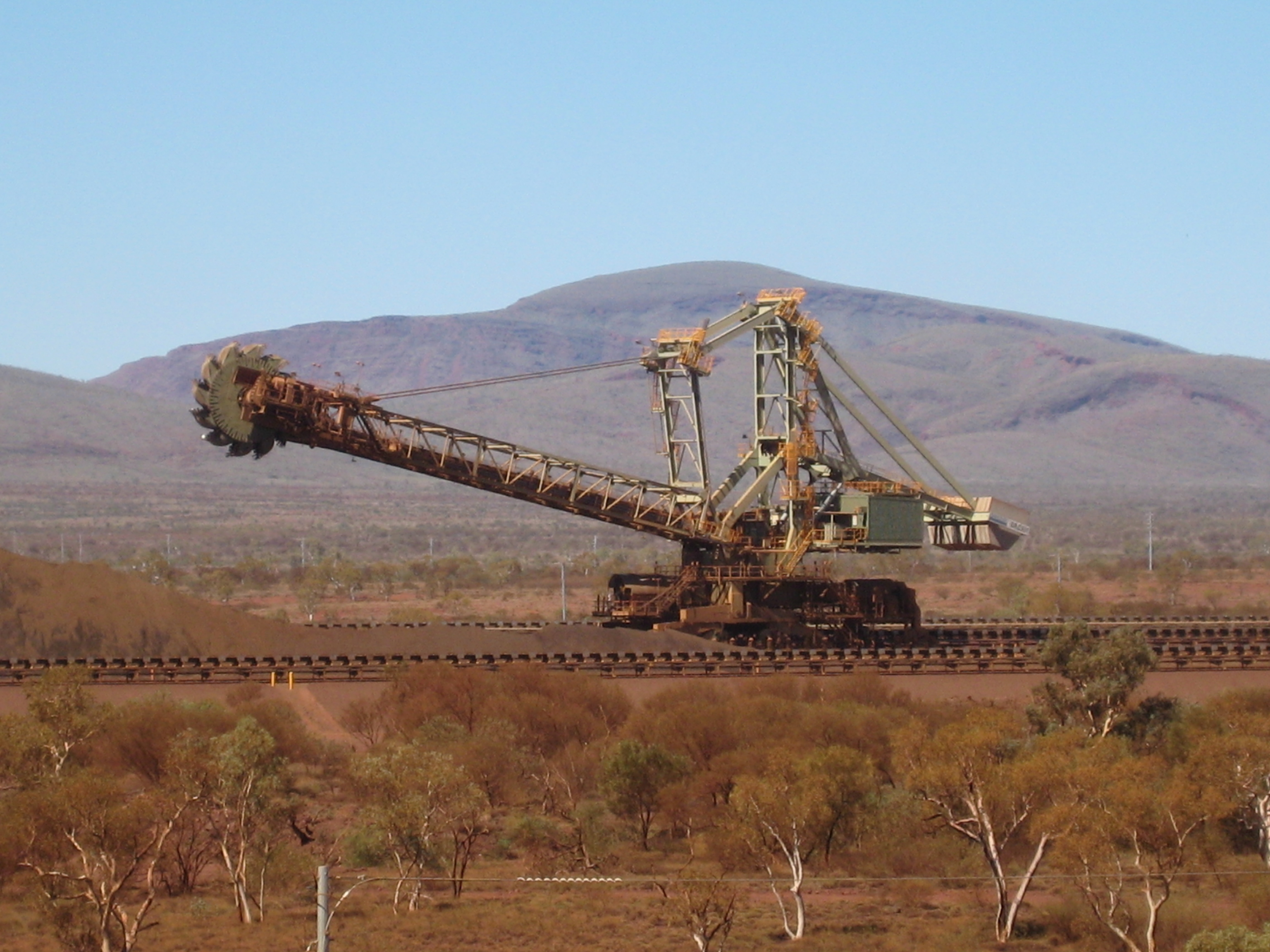
Schaufelradrücklader

Schaufelradrücklader sind die leistungsfähigsten Geräte, die bis zu 20.000 t Material pro Stunde aufnehmen können. Diese Rücklader arbeiten ähnlich wie Schaufelradbagger und können entweder als über dem Förderband laufendes Auslegergerät gebaut werden oder das Schaufelrad ist an einer Brücke angebracht, so dass dieses immer senkrecht zur Haldenstirnseite läuft. Letztere Bauart wird vor allem verwendet, wenn der Rücklader eine Mischfunktion übernehmen muss.
Schaufelradrücklader für Flachlager mit rechteckigem Grundriss sind meist auf einem Schienen- oder Raupenfahrwerk aufgebaut und bewegen sich entlang des Förderbandes, welches das Material abführt. Rücklader können auch zur Bewirtschaftung von Kreislagern eingesetzt werden. Bei dieser Anwendung sitzt der mit einem Absetzer kombinierte Rücklader im Zentrum einer ringförmig aufgebauten Halde. Diese lässt sich leicht überdecken um Staubemissionen zu vermeiden oder Nässe vom Lagergut fernzuhalten. Kreislager werden oft zur Homogenisierung des Materials eingesetzt.

### Portalkratzer

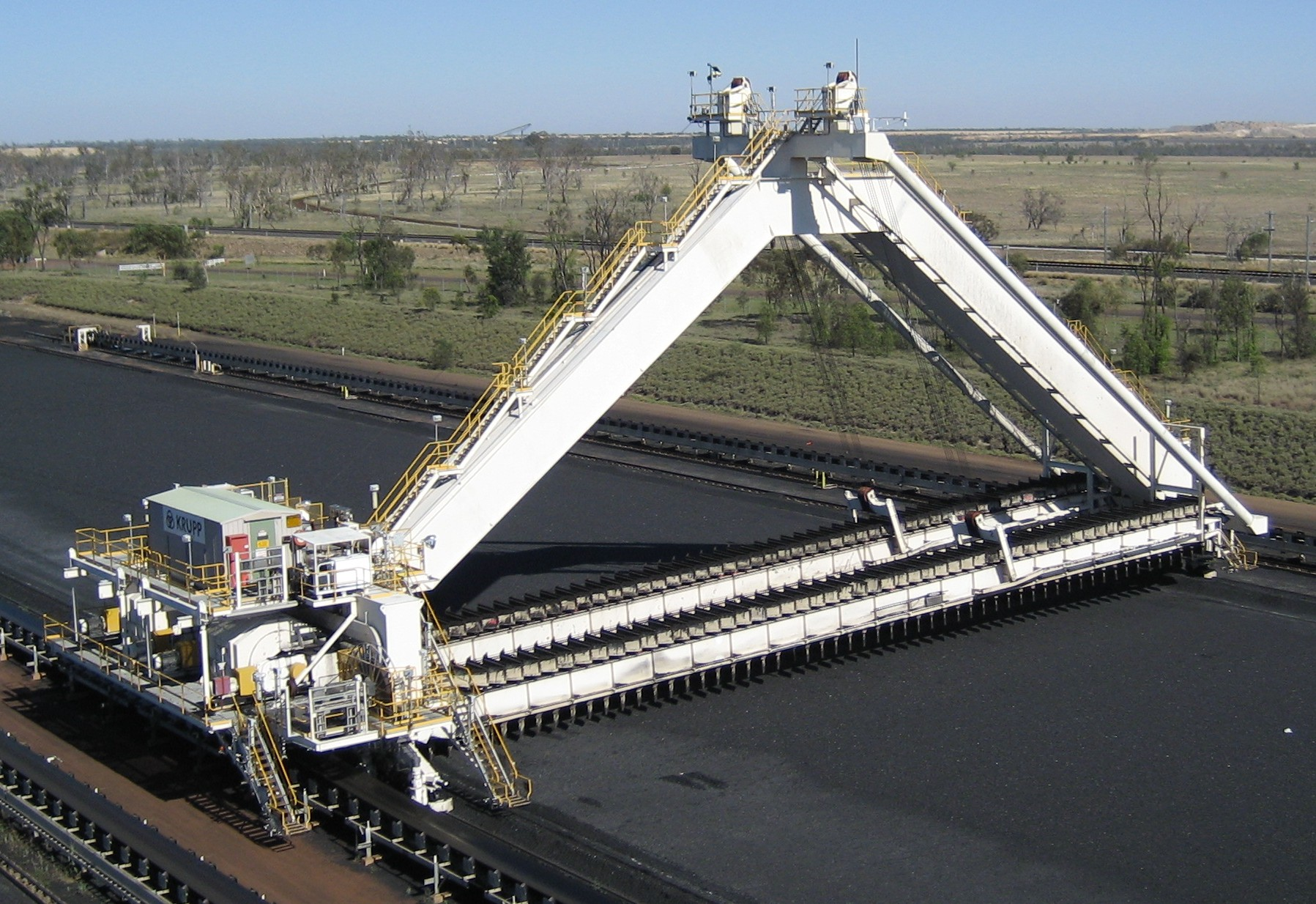
Portalkratzer von Friedrich Krupp AG in einer australischen Kohlengrube

Portalkratzer sind Geräte, welche die Halde mit einem Portal überspannen, das meist die Form eines umgekehrten V hat. Am Portal sind ein oder zwei Ausleger mit Eimerketten angebracht, die über Seilwinden in der Höhe verstellt werden können. Der Portalkratzer nimmt die Halde von der Flanken auf und durchmischt das Material kaum. 

### Brückenkratzer

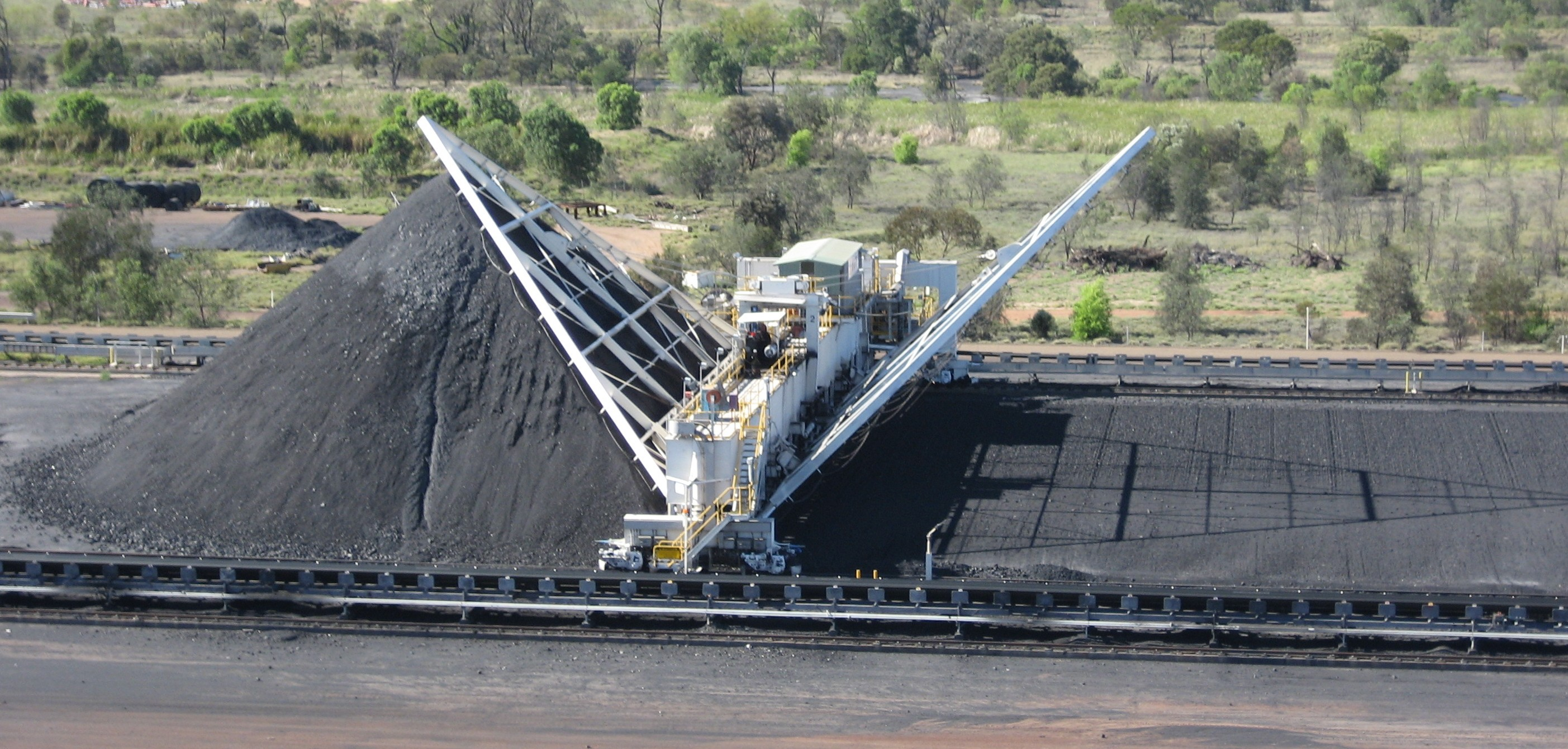
Brückenkratzer von Krupp

Brückenkratzer lösen das Material am Querschnitt der Halde mit einem Rechen, so dass es von der Schwerkraft der Flanke der Halde entlang an deren Fuß herunter rieselt und dort von einem Panzerförderer aufgenommen und zum Förderband transportiert wird. Weil die vom Absetzer in Längsrichtung aufgebaute Halde von der Stirnseite abgetragen wird, findet eine Durchmischung statt.

### Trommelrückladegerät
Für Anwendungen, wo ein hoher Durchsatz und eine gute Mischfunktion besonders wichtig sind, kommen Trommelrücklader zur Anwendung. Unter einer Brücke sind mehrere rotierende Trommelsegmente angebracht, die mit Bechern versehen sind. Das Material wird von den außen an den Trommelsegmenten angebrachten Bechern durch einen Schlitz in die Trommel befördert, wo es durchgemischt wird und auf ein durch die Trommel verlaufendes Förderband fällt, das das Material abtransportiert. Trommelrücklader wurden in den 1980er Jahren eingeführt und werden hauptsächlich für Eisenerz und Kohle eingesetzt.